# メイ・イット・ビー
「メイ・イット・ビー」（"May It Be"）は、アイルランドの歌手エンヤによる楽曲であり、ピーター・ジャクソン監督の2001年の映画『ロード・オブ・ザ・リング』で使われた。第74回アカデミー賞では歌曲賞にノミネートされた。

## 背景
ピーター・ジャクソンはエンヤに接近し、『ロード・オブ・ザ・リング』のために曲を書く事に興味があるかを尋ねた。企画を聞いてエンヤは興奮し、予備フィルムの編集を見学するためにニュージーランドへ向かった。
エンヤはプロデューサーのニッキー・ライアン、作詞家のローマ・ライアンと共に作業した。ニッキーがプロデュース、アレンジ、マネージし、ローマが歌詞を書いた。彼らはワーナー・ミュージックとの契約を通じて、ライアンのダブリンのスタジオであるエーグル・スタジオで録音した。

## 歌詞
楽曲の歌詞には英語の他に、J・R・R・トールキンが創造した架空のエルフ語であるクウェンヤが使われた。トールキンは23歳の時にこの言語を書き始めた。

## 受賞
第74回アカデミー賞では歌曲賞にノミネートされたが、ランディ・ニューマンの「君がいないと」（『モンスターズ・インク』）に敗れ、受賞には至らなかった。
第59回ゴールデングローブ賞では主題歌賞、第45回グラミー賞では映画テレビ歌曲賞にノミネートされたが受賞には至らなかった。
第7回クリティクス・チョイス・アワード歌曲賞、ラスベガス映画批評家協会賞歌曲賞、フェニックス映画批評家協会賞歌曲賞では受賞を果たした。

## 発売
「メイ・イット・ビー」は2001年11月20日に発売された『ロード・オブ・ザ・リング』のサウンドトラック盤に収録された。
2002年にはシングルが発売された。エンヤの「Isobella」と「The First of Autumn」が共に入っていた。同シングルはドイツのシングルチャートで1位となった。エンヤにとっては「Only Time」に続いて連続での1位だった。
2009年に発売されたエンヤのアルバム『The Very Best of Enya』にも収録された。

## チャート入り
| チャート (2001) | 最高 順位 |
| --------------- | --------- |
| オーストリア    | 12        |
| ベルギー        | 47        |
| デンマーク      | 19        |
| フランス        | 43        |
| フィンランド    | 7         |
| ドイツ          | 1         |
| イタリア        | 12        |
| オランダ        | 60        |
| スウェーデン    | 16        |
| スイス          | 24        |

## カバー
- ケルティック・ウーマン/Celtic Woman (2005, Manhattan/EMI)